# Umschichtung
Umschichtung oder auch Berufsumschichtung bezeichnete die Maßnahmen jüdischer Organisationen, Juden, die in den von ihnen bislang ausgeübten Berufen nicht mehr tätig sein durften oder in ihnen keine oder nur noch geringe Fortkommenschance hatten, neue berufliche Zukunftsperspektiven zu vermitteln. Umschichtung bedeutete vor allem die Qualifizierung für landwirtschaftliche und handwerkliche Tätigkeiten.

## Zur Definition des Begriffs Umschichtung
Der Duden kennt Umschichtung vorwiegend im Zusammenhang mit dem Finanzwesen. In dieser Bedeutung ist der Begriff auch im Internet überwiegend geläufig. Es ist meist von „umstrukturieren“, „umgruppieren“, „umschichten“ oder „verlagern“ die Rede, wenn es um Budget-, Etat- oder Depotangelegenheiten geht. In diesen Bedeutungshorizont würde auch die folgende Definition noch passen: „Der Begriff Umschichtung bezeichnet die Umwandlung von materiellen oder immateriellen Werten eines Unternehmens in liquide Form.“ Definitorisch wird „umschichten/Umschichtung“ auch in Zusammenhang mit demographischen Entwicklungen gebraucht: „Die Bevölkerung schichtet sich um (die Struktur der Bevölkerung verändert sich).“ Andere Erklärungen benutzen den Begriff Umschichtung im Zusammenhang mit Veränderungen am Arbeitsmarkt: „Der deutsche Arbeitsmarkt steht mit der bevorstehenden Digitalisierung der Wirtschaft nach Prognosen von Arbeitsmarktforschern vor einer massiven Job-Umschichtung. Zwar würden mit der sogenannten Wirtschaft 4.0 bis 2025 unter dem Strich kaum Arbeitsplätze wegfallen. Hunderttausende von Beschäftigten müssten sich aber beruflich völlig neu orientieren, geht aus einer Studie des Instituts für Arbeitsmarkt- und Berufsforschung (IAB) hervor.“
Näher an die historische Bedeutung des Begriffs kommt eine Definition der Deutschen Rentenversicherung. Sie konstatiert: „Von der Berufsumschichtung waren jüdische Personen betroffen, die ihre Beschäftigung oder Tätigkeit aus Verfolgungsgründen verloren hatten, also zunächst ‚arbeitslos‘ wurden. Diese Berufsumschichtung (auch unter der hebräischen Bezeichnung ‚Hachscharah‘ bekannt) hatte den Zweck, auf manuelle Berufe umzuschulen, weil es mit diesen Berufen eher möglich war, einen neuen Arbeitsplatz zu erhalten; insbesondere boten sich dann aber bessere Auswanderungsmöglichkeiten. Die Berufsumschichtung wurde in verschiedener Weise in Umschichtungsstellen des Handwerks, der Landwirtschaft und der Hauswirtschaft durchgeführt (zum Beispiel auf Bauernhöfen, Gütern, landwirtschaftlichen und hauswirtschaftlichen Schulen). Die Zeit der Berufsumschichtung ist als weitere verfolgungsbedingte Arbeitslosigkeit anzuerkennen. Dass eine Ausbildung durchgeführt wurde, steht der Annahme von Arbeitslosigkeit nicht entgegen, weil die Berufsumschichtung keine dem vor der Verfolgung angestrebten oder ausgeübten Beruf entsprechende Lebensgrundlage bot.“
Alle diese Definitionen treffen nicht zu oder beschreiben, wie im letzten Fall, allenfalls partiell das, was weiten Teilen der jüdischen Bevölkerung Deutschlands nach 1933 als zwangsweise berufliche Neuorientierung zugemutet wurde. Politisch gewollte Verdrängung aus dem Beruf als „verfolgungsbedingte Arbeitslosigkeit“ zu deklarieren, verweist auf einen verwaltungstechnischen Jargon, der Dolf Sternbergers Aus dem Wörterbuch des Unmenschen näher steht als dem Leiden der Opfer dieser „verfolgungsbedingten Arbeitslosigkeit“.

Sieht man von dem Definitionsversuch der Deutschen Rentenversicherung ab, dann muss man allerdings auch konstatieren, dass der Begriff Umschichtung in Bezug auf eine berufliche Neuorientierung jüdischer Menschen fast ausschließlich als Definition eines Prozesses aus jüdischer Sicht gebraucht wurde: positiv schon vor 1933 aus zionistischer Sicht, und zunächst eher neutral als Konzept einer Anpassung an veränderte politische Verhältnisse. Doch die Bedeutung des Begriffs blieb nicht konstant, sie unterlag einem Wandel je restriktiver die nationalsozialistische Politik gegenüber den Juden wurde und ging letztlich in dem Begriff Hachschara auf, dessen Bedeutungshorizont relativ weit gespannt war: „Ausbildung, Vorbereitung, ‚Umschichtung‘, Vorbereitung für den Weg nach Palästina“. Ursprünglich allerdings war es ein eher zweistufiges Konzept, das die Begriffe verband: „Umschichtung war die Antwort darauf, dass nach 1933 junge Jüdinnen und Juden zu den meisten Berufen keinen Zugang mehr hatten. Daraufhin wurden Schulungen für landwirtschaftliche und handwerkliche Berufe in geschlossenen jüdischen Ausbildungslagern angeboten. Hachscharah ist hebräisch und bedeutet „Vorbereitung“, meint: Vorbereitung auf eine neue Existenz in Erez Jisrael (= Land Israel).“ Diese Zweistufigkeit betont auch Josef Olbrich in seiner Beschreibung des Wandels der Politik des „Zentralausschusses für Hilfe und Aufbau“:

„Hatte der Zentralausschuss 1933 noch die Politik vertreten, dass die Juden in Deutschland bleiben und hier die eigenen Lebensgrundlagen sichern sollten, so rückte bald angesichts der immer radikaleren Repressionsmaßnahmen und der extensiven Vemichtung der beruflichen Existenzgrundlagen die Auswanderung nach Palästina und die Vorbereitung dafür durch Maßnahmen des Umlernens, der Umschulung und Ausbildung in den Mittelpunkt der Arbeit: die so genannte Hachschara. Der Begriff lässt sich mit Ertüchtigung und Umschulung übersetzen. Die berufliche »Umschichtung« Berufstätiger aus den überrepräsentierten akademischen und kaufmännischen Berufen in praktische, handwerkliche und landwirtschaftliche Tätigkeiten für »Arbeiter und Siedler« […] hin zu einer »normalen Berufsgliederung« trat in das Zentrum der Bildungsarbeit des Zentralausschusses. Dabei wurden insbesondere die Jugend und die jüngere Generation angesprochen. Neben der Berufsumschichtung musste sich der Zentralausschuss intensiv um die Erstausbildung der Jugendlichen unter 18 Jahren kümmern. Da den Jugendlichen der normale Ausbildungsweg verschlossen war und es nahezu unmöglich wurde, eine Lehrstelle zu finden, mussten Formen kollektiver Ausbildung organisiert werden. Für die Erstausbildung wurden spezielle Lehrwerkstätten gegründet, die sich »Mittlere Hachschara« nannten.“

Umschichtung und Hachschara spielten auch eine wichtige Rolle in den Bildungsprogrammen vieler Schulen im Exil und der Jüdischen Landschulheime. Anna Essinger formulierte das für die von ihr geleitete Bunce Court School, an der überwiegend jüdische Emigrantenkinder unterrichtet wurden, so: „Wir versuchten von Anfang an, den Kindern klarzumachen, daß ein Universitätsstudium nicht nur schwierig, sondern in einigen Fällen unmöglich wäre, aber selbst wo es finanziell möglich war, hielten wir es für unklug, sich in dieser Weise zu spezialisieren. Unser Leben in der Schule ließ sie erkennen, daß man auch an anderen Tätigkeiten Freude finden kann.“
Auf universitäre Berufsperspektiven zu verzichten, mussten jedoch nicht nur junge Jüdinnen und Juden, sondern nach 1933 immer mehr auch Erwachsene.

## Umschichtung als zionistisches Konzept vor 1933
Im Jahre 1934 veröffentlicht der Autor Fritz Friedländer den Aufsatz „Der Kampf um die preußische Judenemanzipation im Jahre 1833“. Darin wird für eine Entwicklung im frühen 19. Jahrhundert der Begriff Umschichtung verwendet: „Seit dem Erwachen des Emanzipationskampfes haben die Juden Staunenswertes geleistet, um die Emanzipation zu verdienen. Die Eigenschaften, die man an ihnen tadle, seien nichts weiter als die Reaktion auf die Unterdrückung. Die berufliche Umschichtung der jüdischen Jugend ist im vollen Gange. Sie kehrt sich vom Schacherhandel ab und wendet sich manchenorts dem Handwerke zu. Demnach ist als Tatsache festzuhalten, dass der Geist der Juden im allgemeinen auf einer Stufe steht, die Achtung gebietet, und jeder voreiligen Anschuldigung die Stirn bieten darf.“ Es ist jedoch schwer zu sagen, ob der von Friedländer benutzte Begriff tatsächlich schon in den 1830er Jahren gebräuchlich war, oder ob der Autor den Begriff aus seinem Zeitverständnis heraus für die Beschreibung einer früheren Entwicklung benutzte. In den 1930er Jahren jedenfalls war der Begriff Umschichtung längst bekannt und gehörte, lange bevor die nationalsozialistische Politik Umschichtung zu einer Überlebensnotwendigkeit für Juden in Deutschland werden ließ, zum Konzept zionistischer Bestrebungen. Ein Beispiel hierfür liefert der jüdische Jugendbund Blau-Weiß: „Im  Blau-Weiß-Bund wurden nach der Balfour Erklärung 1917, die das Recht der Juden auf den Aufbau einer »nationalen Heimstätte« in Palästina verbriefte, Berufsumschichtung, landwirtschaftliche Ausbildung und Einwanderung in Palästina zur bestimmenden Zielsetzung. In Halbe bei Potsdam und auf dem Markenhof bei Freiburg im Breisgau schufen Blau-Weiße Lehrgüter für die Hachschara, so hieß die landwirtschaftliche und handwerkliche Pionierausbildung als Vorbereitung auf die Arbeit in Palästina. […] Die ersten Unternehmungen des Blau-Weiß in Palästina scheiterten, fast die Hälfte der 977 Auswanderer kehrte wieder nach Deutschland zurück. Grund war die gesellschaftliche Isolation der landsmannschaftlich organisierten Gruppen und Zwistigkeiten mit der Gewerkschaft Histadrut. Mit dem Ende der Projekte in Palästina war dann auch das Ende von Blau-Weiß in Deutschland besiegelt.“ Zionistische Umschichtungskonzepte waren damit nicht obsolet geworden; sie erfuhren ihre Renaissance nach 1933.

## Umschichtung als notwendige Folge nationalsozialistischer Politik
Umschichtung als zionistisches Konzept war nach dem Scheitern des Verbandes Blau-Weiß keineswegs vom Tisch, doch wurde sie zunächst vor einer veränderten politischen Situation in Deutschland zu einer Notwendigkeit. Nach der nationalsozialistischen Machtübernahme am 30. Januar 1933 und der am 7. April 1933 erfolgten Verabschiedung des Gesetzes zur Wiederherstellung des Berufsbeamtentums durften Tausende Beamte, darunter sehr viele Hochschulangehörige, Lehrer und Juristen sowie angehörige selbständiger Berufe wie Notare oder Patentanwälte, ihren Beruf nicht mehr ausüben. In einem Leitartikel für die in Paris erschienene erste Ausgabe der Zeitschrift Der Ausweg. Monatschrift für Umschichtung, Wanderung, Siedlung sprach James Grover MacDonald, Hoher Kommissar für Flüchtlingsfürsorge beim Völkerbund und späterer erster US-amerikanischer Botschafter in Israel in diesem Zusammenhang von der Zerrüttung jüdischer Existenzen in Deutschland und unterstrich die Notwendigkeit der Juden, ihre Kinder zu ihrer Hände Arbeit zu erziehen, ihnen die Möglichkeit zu geben, sich ihr Leben in neuem Milieu, unter neuen Verhältnissen, zu verdienen. Sei es Palästina, sei es ein anderer Weltteil, wo sie sich niederlassen wollen, sei es, dass sie in Europa bleiben wollen, in jedem Fall sind sie sich darüber im klaren, dass sie als Bauern oder als industrielle Arbeiter weit eher ihr Brot finden können, denn als Aerzte, Rechtsanwälte. Kaufleute oder kleine Angestellte. MacDonald sah aber auch, dass dies vor dem Hintergrund der jüdischen Geschichte keine leichte Aufgabe war: „Jahrhundertelang waren die Juden unter den härtesten Verhältnissen gezwungen, ein Stadtvolk zu werden. Ihr Beschäftigungsfeld war begrenzt. Sie durften sich nicht der Landwirtschaft widmen, und auch viele freie Berufe waren ihnen verschlossen. Erst im Laufe des letzten Jahrhunderts wurde ihnen der Weg zu diesen Berufen freigegeben.“
Jüdische Landwirte waren in Deutschland eine Ausnahme, wie der Historiker Frank Eyck (* 13. Juli 1921 in Berlin – † 28. Dezember 2004 in Calgary)  an einem Beispiel aus dem Jahre 1928 und dem jüdischen Landwirt Heinrich Kaphan erläuterte: „Durch Freunde in Berlin erfuhren wir von einem Bauernhof in Pommern, der zahlende Urlaubsgäste aufnahm. Das war der ‚Emilienhof‘ in Ostpommern, unweit der polnischen Grenze. Er gehörte Heinrich Kaphan, einem jüdischen Bauern, der im Ersten Weltkrieg gekämpft hatte. Jüdische Bauern waren eine vergleichbare Seltenheit, denn seit Jahrhunderten durften Juden kein Land besitzen.“ Als die Familie Kaphan 1936 nach Brasilien auswanderte, um in Rolândia eine Farm aufzubauen, gehörten sie unter den anderen Emigranten zu einer raren Spezies: „Nur sehr wenige der Emigranten, die im Urwald siedelten, waren vor ihrem Eintreffen gelernte Landwirte - so z. B. der Siedlungspartner von Max Hermann Maier, Heinrich Kaphan, und der spätere Wahlkonsul der Bundesrepublik Deutschland, Hermann Miguel Bresslau. Ein ausgesprochener Agrarexperte war Geert Koch-Weser, der Sohn von Erich Koch-Weser. Er war ausgebildeter Landwirt und hatte ein agrarwissenschaftliches Studium mit der Promotion bei Professor Friedrich Aereboe abgeschlossen.“
Dem objektiv bedingten Ausschluss jüdischer Bürger von vielen praktischen Berufen korrespondierten zwangsläufig Vorurteile und auch Selbstzuschreibungen, denen zur Folge Juden sich nicht für praktische Arbeit eignen. Dagegen wehrt sich Anna Essinger noch 1943, wenn sie herausstellt, dass die jüdischen Schülerinnen und Schüler der von ihr geleiteten Bunce Court School „bei entsprechender Anleitung gute praktische Arbeit leisten, solange sie sich nicht allein mit praktischen Tätigkeiten zufriedengeben müssen; daneben brauchen sie intellektuelle Anregungen für ihre Freizeit, und am wichtigsten ist, dass sie die richtige ‚Nahrung‘ für die acht Stunden finden, die sie nicht mit Arbeit oder Schlafen verbringen, sondern die sie mit künstlerischen oder anderen Aktivitäten ausfüllen können, um Herz und Geist zufrieden zu stellen.“

### Umschichtung als Basis für einen Verbleib in Deutschland
Bereits im Kaiserreich – damals „als Reaktion auf den wachsenden Antisemitismus nach der Reichsgründung 1871“ –, und dann verstärkt wieder ab den 1920er Jahren, gab es in Deutschland Bestrebungen, „Land für jüdische Bauern in Deutschland zu erwerben. Dabei handelte es sich keineswegs um zionistische Bestrebungen, die es seit Jahrzehnten bereits gab und den Nachwuchs für den Auf- und Ausbau landwirtschaftlich geprägter Siedlungen in Israel ausbildete, sondern um ein durchaus deutsch-national verstandenes Projekt. Das daraus nichts wurde und werden konnte, ist in den nach 1927 folgenden Jahren einleuchtend.“ Hintergrund hierfür war eine als einseitig empfundene „Berufsschichtung“ der jüdischen Bevölkerung, die es „umzuschichten“ galt. Der Gedanke, der hinter diesem Konzept stand: Vor allem der der national-konservative Reichsbund Jüdischer Frontsoldaten (RjF) sah in der Berufsumschichtung und in der Gründung jüdischer landwirtschaftlicher Siedlungen in Deutschland „eine Art «positiver Abwehr» des Antisemitismus, eine «Abwehr von innen heraus»: Die Mistgabel in der Hand der städtischen Juden sollte tausendmal mehr überzeugen als jede Propaganda. Zu diesem Zweck gründete der RjF den Reichsbund für jüdische Siedlung und die jüdische Landarbeit G.m.b.H, die auch von führenden Personen außerhalb der eigenen Organisation unterstützt wurden“.
Indirekt knüpft daran auch die am 17. September 1933 gegründete Reichsvertretung der Deutschen Juden (Reichsvertretung) an, die von Anfang an „zu ihren wichtigsten Aufgaben […] die Stärkung des Gemeinschaftsgedankens und Befähigung zur Selbsthilfe, außerdem Wohlfahrtspflege, Wirtschaftshilfe, die Berufsumschichtung, das Schulwesen sowie Vorbereitung und Organisation der Emigration“ zählte. Zu dem Zeitpunkt sah die Reichsvertretung das vorrangige Ziel einer Berufsumschichtung in der „Wiedereinordnung von Juden, die durch den politischen Umsturz brotlos geworden waren, und um die Aufbringung der hierfür erforderlichen Mittel unter den Juden Deutschlands wie von seiten der jüdischen Hilfsorganisationen des Auslandes.“ Von der Reichsvertretung angestrebt wurde die Berufsumschichtung besonders für Jugendliche, wobei im Fokus der Aufmerksamkeit produktive Berufe stehen sollten: Arbeiter, Handwerker, Landarbeiter. Salomon Adler-Rudel betont ausdrücklich, „daß der Gedanke der Berufsumschichtung noch nicht durchgängig mit demjenigen der Auswanderung verknüpft wurde, jedenfalls nicht zu Beginn der Arbeit“ der Reichsvertretung. Das Vorhandensein auswanderungswilliger Juden, die auch auf eine Berufsumschichtung angewiesen seien, wurde von der Reichsvertretung anerkannt, doch im Vordergrund stand erst einmal, dass es nach dem politischen Umsturz des Jahres 1933 nicht nur „Juden gab, die in Deutschland aus sachlichen oder persönlichen Gründen bleiben mußten, sondern auch andere, die trotz allem in Deutschland bleiben wollten und dort ihre Zukunft sahen; manche von ihnen hofften auf eine Kurzlebigkeit des neuen Regimes, andere auf eine Möglichkeit, daß seine antisemitischen Tendenzen sich abschwächen würden, wenn es erst einmal fest etabliert sei, so daß dann auch in seinem Rahmen für Juden eine Existenzmöglichkeit bestehen würde.“  Juden, die in Deutschland weiter Ihre Zukunft sahen, sollte eine Möglichkeit geschaffen werden, sich auch unter den veränderten politischen Rahmenbedingungen besser und leichter in das Wirtschaftsleben einzufügen – und die Umschichtung wurde als Schlüssel dazu erachtet.
Am 12. Juni 1933  hielt der eng mit der Reichsvertretung verbundene Salomon Adler-Rudel, zugleich Leiter der Berufsberatung an der jüdischen Gemeinde Berlin, in Berlin ein Referat über „Jüdische Berufsfragen der Gegenwart“. Er beklagte die Tatsache, „daß in Deutschland und besonders in Berlin der Anteil der deutschen Juden an geistigen und kaufmännischen Berufsarten auffallend groß sei, während ihr Anteil an handarbeitlichen Berufen ständig zurückgegangen sei, in einigen Berufsarten schon ganz fehle“. Das, so der Bericht über die Veranstaltung, sei einerseits Folge einer unter Juden in der Vergangenheit weit verbreiteten Tendenz gewesen, vorrangig solche Berufe anzustreben, „die nach veralteter Auffassung ‚gesellschaftsfähig‘ waren“, doch „den aufmerksamen und verantwortlichen Beobachtern sei die schon seit Jahren sichtbare Zurückdrängung der Juden nicht entgangen, hätten doch schon ganze Industriezweige wie Chemie, Kali usw. den deutschen Juden ferngehalten“. Diese Ausgangslage, die nun verschärfte Verdrängung aus einer Vielzahl von Berufen und „die nur sehr bedingte Zulassung zu höheren Schulen und zum Studium bringe nun zwangsläufig die Berufs-Umschichtung. […] Noch kennen wir garnicht die volle Auswirkung aller bisherigen Gesetze, noch stehen und zu befürchtende Sonderbestimmungen der ständeartigen Organisationen bevor. Tatsache ist bereits, daß in der neugeschaffenen Angestellten-Organisation kein Jude als Mitglied aufgenommen wird. Wir wissen aber auch, daß es ein keinesfalls neues, in der Vergangenheit schon oft durchgeführtes soziales Verlangen ist, keine nichtorganisierten Angestellten in Betrieben zu dulden …, beträgt aber doch die Zahl der jüdischen Angestellten in Deutschland etwa 150 Tausend!!“
Mehr noch als dieser Rückblick machte Adler-Rudel die Zukunft Angst: „Die Zeiten der bürgerlichen Sorglosigkeit seien wohl für absehbare Zeit vorbei, der bisher geführte Lebens-Standard müsse rechtzeitig und freiwillig geändert werden, um die im Augenblick noch vorhandenen Werte auszunützen für eine zweckmäßige Berufs-Umschulung der Erwachsenen, für eine hochentwickelte Ausbildung unserer Jugend in richtigen Berufen. Für die Auswahl der einzelnen Berufe kann es keine allgemein gültige Patentlösung geben, stets habe persönliche Eignung und die eigene materielle Kraft zu entscheiden.“ Doch auch er weiß nicht mehr vorzuschlagen, als „sich durch körperliche Ertüchtigung vorzubereiten für schwere körperliche Arbeiten, die überall in Landwirtschaft, Gärtnerei, Handwerk- und Industrie verlangt werden“.
Das Thema Auswanderung streift Adler-Rudel in seinem Vortrag nur am Ende, wobei er unterstreicht, dass die Berufsumschichtung in beiden Fällen von Nutzen sei. Ob aus Hilflosigkeit oder ungebrochenem Optimismus: im Rückblick auf das Jahr 1933 mutet sein Schlußappell seltsam an: „Bestehende Existenzen zu erhalten, als jüdischer Arbeitgeber sich für seine Angestellten einzusetzen und der Jugend den Existenzaufbau zu erleichtern.“

Am 19. Juni 1933 sprach ebenfalls in Berlin der Geschäftsführer des Reichsbundes für jüdische Siedlung in Deutschland, Martin Goetz, erneut über die Frage der Berufsumschichtung. Bei ihm ging es besonders um die Berücksichtigung der landwirtschaftlichen und gärtnerischen Berufsumschichtung. Nach Goetz könne man Berufsumschichtung „nicht vom einseitig landwirtschaftlichen Standpunkt aus erörtern, jedoch kann es keinem Zweifel unterliegen, daß es sich hier erstmalig um praktische und erprobte Wege handelt gegenüber den vielen Tastversuchen auf anderen Berufsgebieten.“ Als positives Beispiel hierfür verweist er auf die von Martin Gerson, dem 1933 berufenen Leiter „Abteilung Berufsausbildung und Berufsumschichtung“ der Reichsvertretung, gegründete jüdische Siedlung in Groß Gaglow bei Cottbus, wo eine Reihe „von jüdischen Menschen jeden Alters angesiedelt [sei], Menschen aus jedem Berufszweig wie Bankbeamte, kaufmännische Angestellte usw., die heute dort eine bescheidene, jedoch auskömmliche Existenz haben.“ Zwar bezweifelt Goetz, dass aus politischen Gründen ein weiterer derartiger Versuch möglich sein könnte und verweist deshalb auch auf die Notwendigkeit, „exportfähig auszubilden“, aber noch steht eine deutschlandbezogene Perspektive im Vordergrund:

„Man wird weiter bemüht sein, die Juden in Deutschland auf die Scholle zu bringen, und man mußte annehmen, daß diese Bestrebung der deutschen Juden im Sinne der Nationalen Regierung liegt. Wenn man die Juden aus den von ihnen gemäß ihres Bevölkerungsanteils zu stark vertretenen Berufen herausdrängt, in denen sie schwach vertreten sind, so muh es ihnen freistehen, hier Existenz-Möglichkeiten zu suchen. Wir wiederum müssen uns auf den Boden der Tatsachen stellen und als Juden beweisen, daß wir körperlich zu arbeiten in der Lage sind und den landwirtschaftlichen Beruf genau so gut ausüben können wie jeden anderen. […] Möglichkeiten, wenn auch vielleicht nur in beschränktem Maße, deutsche Juden ständig in landwirtschaftlichen Betrieben in Deutschland nach ihrer Ausbildung weiter zu beschäftigen, sind hier vorhanden. Man müßte da, wo es angängig ist, die Versorgung der jüdischen Bevölkerung, insbesondere der jüdischen Anstalten wie Krankenhäuser, Altersheime etc. mit landwirtschaftlichen Produkten aus jüdischen Betrieben selbst in die Hand nehmen. Aehnlich wie man eine Propaganda unter Glaubensgenossen macht, um das Handwerk zu unterstützen, kann man den Absatz landwirtschaftlicher Produkte aus jüdischen Betrieben an Juden organisieren. Es ist dabei garnicht notwendig, daß neuer Bodenbesitz erworben wird, sondern viele Gemeinden haben jüdischen Bodenbesitz, der zum Teil brach liegt oder verpachtet ist. Es gilt nur, diesen Boden und solchen, der sich in privaten jüdischen Händen befindet, für jüdische Zwecke zu produktivieren. Gewiß werden hier nur geringe Möglichkeiten vorhanden sein und ohne Neuerwerbung von Land ist eine Berufsumschichtung im Sinne der Seßhaftmachung in Deutschland für erhebliche Teile der deutschen Judenheit nicht durchführbar.“

Außer auf das schon zitierte Lehrgut Groß-Gaglow zählt Goetz einige weitere landwirtschaftliche und gärtnerischer Ausbildungsstätten für jüdische Menschen auf, die 1933 zur Umschichtung in der Lage waren:
- Landwerk Neuendorf in Brandenburg[24]
- Israelitische Gartenbauschule Ahlem
- Wilhelminenhöhe bei Hamburg[25]
- Gut Galperhof im Rheinland
- Gut Loetze bei Rathenow[26]

Laut Martin Goetz waren diese 6 Einrichtungen alles gemeinnützige Lehrbetriebe, zu denen noch eine Anzahl Privatbetriebe hinzukomme, „sowohl landwirtschaftlicher Großgrundbesitz als auch Gärtnereien, die in jüdischen Händen liegen, und die Praktikanten aufnehmen“.
Goetz geht auch noch einmal auf das Thema Auswanderung ein, wobei er Palästina nicht nur wegen der Einwanderungsbestimmungen für problematisch hält, sondern auch deshalb, weil „nicht alle Juden die ideologische Einstellung“ für dort besitzen. Er warnt aber auch vor südamerikanischen und afrikanischen Ländern: „Die Kolonisationen allen diesen Ländern ist gewiß möglich, aber sie ist unendlich viel schwerer als in europäischen oder in Europa naheliegenden Ländern. Es kommen in Betracht: Frankreich, gewisse Teile Italiens, Spanien, selbst England, die Nordafrikanischen Randgebiets des Mittelmeeres. Hier wird man Einwanderern, die Bauern oder Gärtner werden wollen und etwas Eigenkapital besitzen, Hindernisse für ihre Niederlassung nicht in den Weg legen, im Gegenteil, sie werden die Förderung der maßgebenden Stellen finden.“ Im Prinzip ist für ihn und die Reichsvertretung die Auswanderung nur die letzte Möglichkeit. Wie falsch diese Einschätzung war, zeigte sich nicht nur daran, dass das von ihm so gelobte Lehrgut Groß-Gaglow bereits in der zweiten Jahreshälfte 1933 geschlossen wurde.

### Umschichtung als Vorbereitung auf die Auswanderung
Das Konzept, deutsche Juden auf deutscher Scholle ansässig machen zu wollen, erwies sich spätestens ab Herbst 1933 als hinfällig, wenngleich der Reichsbund Jüdischer Frontsoldaten und die ihm nahestehenden Organisationen und Personen noch mehrere Jahre daran festhielten. Doch am 29. September 1933 wurde das Reichserbhofgesetz beschlossen, das es Nicht-Arieren verbot, Landwirt zu bleiben oder zu werden, und damit war absehbar, dass eine Umschichtung in landwirtschaftliche Berufe keine Zukunft mehr haben konnte, wenn sie nur auf den Verbleib in Deutschland ausgerichtet war. Das stärkte die zionistischen Organisationen, die für eine Auswanderung nach Palästina plädierten und entsprechende Vorbereitungen trafen, doch auch Leute wie Martin Gerson wandten sich nun der Hachschara zu. Von der „Abteilung Berufsausbildung und Berufsumschichtung“ der Reichsvertretung wurde ihm die Aufsicht über alle Hachschara-Zentren übertragen.
Nicht-zionistische Hachschara-Traditionen wurden in Deutschland schon seit den 1920er Jahren und der Gründung des überparteilichen Dachverbandes Hechaluz durch zionistische Positionen zurückgedrängt, die dem Ideal der Alija und dem Primnat der Pionierarbeit in Palästina verpflichtet waren. Diese Tendenzen verstärkten sich nun und fanden vor allem innerhalb der jüdischen Jugendorganisationen Widerhall. Das Konzept wurde in diesem Kontext aber weiter gefasst, als bei der Umschichtung für in Deutschland verbleibende Juden: „Der Weg nach Palästina ist ein Weg des Pioniertums […]. Er führt durch berufliche Umschichtung und geistige Wandlung. Er kann nur aus einem Entschluss, alles von vorn zu beginnen, gegangen werden.“ Die entsprechende Ausbildung erfolgte in den Hachschara-Zentren. „Die vorherrschende Ausbildungsform war die Einzel-Hachschara, bei der Ausreisewillige bei einem Bauern oder in einem Handwerksbetrieb, unterstützt und betreut von Hechaluz-Zentren, arbeiteten. Ab 1933 verdreifachte sich die Anzahl der Hechaluz-Mitglieder, und auch die auf Auswanderung orientierten zionistisch-chaluzischen Bünde wuchsen stark an.“ Da für diese wachsende Zahl von Auswanderungswilligen nicht genug Plätze in Deutschland zur Verfügung gestellt werden konnten, verlagerte sich die Ausbildung auch ins benachbarte Ausland. So entstanden die Jugend-Alija-Zentren im Ausland (u. a. in Rumänien, Litauen, Nordirland, England, Schweden Frankreich, Luxemburg, Dänemark), um Jugendliche unterzubringen, für die es noch keine Zertifikate gab. Die Auslands-Hachschara gab es in den 30er Jahren in zehn europäischen Ländern vor allem als Einzel-Hachschara. Nur auf dem Landgut Werkdorp in Holland lebten, lernten und arbeiteten junge Chaluzim im Stil eines Hachschara-Kibbuz gemeinsam. Werner Angress attestiert dieser sogenannten Auslandshachschara jedoch nur einen begrenzten Wert: „Unglücklicherweise durften sie [die Teilnehmer] im allgemeinen nach Abschluß der gewöhnlich zweijährigen Ausbildungszeit nicht im Ausland bleiben, sondern mußten, sofern sie nicht nach Palästina oder Übersee weiterwandern konnten, nach Deutschland zurückkehren.“

Wenn trotzdem die Auswanderung und die Vorbereitung auf sie immer mehr an Bedeutung gewann, war damit dennoch nicht die Frage des Auswanderungsziels ein für alle Mal entschieden. Palästina stand für die zionistischen Organisationen außer Zweifel, doch es gab immer noch nicht-zionistische Kräfte, die analog zu den Auslandszentren, eine Auswanderung in europäische Nachbarländer oder nach Südamerika favorisierten. In diesem Zusammenhang geriet vor allem die Anfang 1936 erfolgte Gründung des Lehrguts Groß Breesen und dessen Leiter Curt Bondy in die Kritik zionistischer Kreise. Mehr als das vermeintlich unpräzise Auswanderungsziel störte aus zionistischer Sicht das in den Planungen für Groß Breesen verankerte Festhalten an der deutschen Kultur als auch für deutsche Juden bewahrenswertes Erbe. Wem das wichtig sei, der müsse eben in Deutschland bleiben, ausharren mit allen Konsequenzen:

„Wir können verstehen, daß eine Gruppe von Juden, deren Gefühle auch durch den tiefgehenden Wandel der Umwelt in der Beurteilung der Judenfrage nicht geändert worden sind, dagegen ist, daß sie selbst oder ihre Kinder Angehörige eines lebendigen jüdischen Volkes in Palästina werden. Daraus können sie die Konsequenz ziehen, auf ihrem Posten hier auszuharren, und wenn sie aus ökonomischen Gründen zur Auswanderung genötigt sind, dann müssen sie dies als ein tragisches Schicksal hinnehmen. Daraus jedoch eine Aktion der jüdischen Gesamtheit zu machen, für die öffentliche Mittel verwandt werden, und der Sache den Mantel einer – mehr als unklaren – Ideologie umzuhängen, scheint uns verfehlt und geeignet, die jüdische Oeffentlichkeit innerhalb und außerhalb Deutschlands zu verwirren.“

Palästina oder anderswo – dieser innerjüdische Streit wurde politisch auf anderen Ebenen entschieden. Da sich kaum ein Land bereit fand, in größerem Umfange Juden aus Deutschland aufzunehmen, blieb Palästina trotz aller Schwierigkeiten die einzige realistische Perspektive für eine Auswanderung.

„Am 23. März 1938 lädt US-Präsident Franklin D. Roosevelt 32 Staaten zu einer großen internationalen Auswanderungskonferenz nach Evian in der Schweiz ein. Doch schon wer die Einladung genauer gelesen hat, weiß, dass jede in dieses Treffen gesetzte Hoffnung vergebens ist: Von keinem Land, schreibt Roosevelt, werde erwartet, mehr Auswanderer aufzunehmen, als es die derzeitigen Gesetze vorsähen. Da zwischen Einladung und Konferenzbeginn mehrere Monate liegen, nehmen einige Staaten dies zum Anlass, rasch noch ihre Einwanderungsbestimmungen zu verschärfen. Die Konferenz tagt vom 6. bis zum 15. Juli. Und wie zu befürchten war, erklärt sich keines der 29 Länder, die der Einladung gefolgt sind, zur Aufnahme einer größeren Anzahl jüdischer Flüchtlinge bereit – die Dominikanische Republik ausgenommen. Der australische Vertreter lässt verlauten, er wolle kein Rassenproblem importieren. Die USA bleiben bei ihrer Politik, die Einwanderungsquoten, wie infolge der Weltwirtschaftskrise von 1929 beschlossen, nicht auszuschöpfen. Antisemitismus ist kein ausschließlich deutsches Phänomen. Und nicht wenige sehen in den jüdischen Flüchtlingen selbst die Ursache antijüdischer Ressentiments.“

Ein weitgehend außerhalb der innerjüdischen Kontroversen stehendes Projekt war die von den Quäkern betriebene Landbauschule in Verbindung mit der Quäkerschule Eerde in Holland. Sie diente der Vorbereitung auf die Auswanderung, war aber, ähnlich wie das Lehrgut Groß Breesen, nicht auf Palästina fokussiert.

## Umschichtung in Palästina
Angesichts der Zahlen, die Adler-Rudel über die Teilnahme an Umschichtungsmaßnahmen recherchiert hat – 6.069 Umschichtler per Stichtag 31. Dezember 1933 – wird deutlich, dass Umschichtung zwar ein wichtiges Instrument der Vorbereitung auf die Auswanderung war, jedoch auch ein Instrument mit nur begrenzter Reichweite. Daran ändert auch nichts, wenn in einem Artikel in der Jüdischen Allgemeinen vom 7. November 2013 davon die Rede war,  dass „zwischen 1933 und 1941 […] mehr als 66.500 Menschen durch Berufsausbildung und -umschichtung auf ihre erzwungene Emigration vorbereitet werden und das Land noch vor dem Völkermord verlassen“ konnten, denn „bis Ende 1938 wanderten über 200.000 Juden aus West- und Mitteleuropa nach Palästina ein“. Das bedeutet, dass faktisch nur ein Drittel der Auswanderer auf ihre Auswanderung vorbereitet werden konnten und viele, vor allem ältere Menschen, ihre Reise nach Palästina ohne Vorbereitung auf die dortigen Lebensbedingungen antreten mussten. Die Folge: „Vielen Juden aus Deutschland, in Palästina als ‚Jeckes‘ bezeichnet, fiel die Anpassung an den mediterranen Lebensstil und das heiße Klima nicht leicht. Durch ihre steifen Umgangsformen, ihren bürgerlichen Kleidungsstil, ihre übertriebene Höflichkeit und ihr Festhalten an der deutschen Sprache fielen sie auf. Für viele war die Übersiedlung mit einem Statusverlust verbunden.“ Shlomo Erel machte deutlich, wie schnell diese Eigenheiten der deutschen Einwanderer Eingang in den (schwarzen) israelischen Humor fanden: „Auch die aus Deutschland mitgebrachten akademischen und sonstigen Titel, und die höfliche Förmlichkeit ihrer Verwendung, werden im Pionierland Palästina belächelt. Bei einer Kette von Jeckes, die von Hand zu Hand Bausteine weitergeben, vernimmt man nur in endloser Wiederholung: ›Bitte schön, Herr Doktor, danke schön, Herr Doktor.‹“
Der Hintergrund hierfür war, dass „die Berufsschichtung der Einwanderer […] in keiner Weise den Bedürfnissen des Landes [entsprach], das sich zu dieser Zeit noch in einem vorkapitalistischen und vorindustriellen Zustand befand. Landwirte, die notwendig gewesen wären, gab es unter ihnen nur wenige. Die Mehrzahl war im Handel, im Handwerk und vor allem in akademischen Berufen in Deutschland tätig gewesen. Für sie gab es kaum eine Möglichkeit, die einst erlernten Berufe auszuüben. Fast zwangsläufig war deshalb mit der Einwanderung gleichzeitig ein sozialer Abstieg, die Herabsetzung des Lebensstandards verbunden.“ Das galt weniger für die Angehörigen der jüngeren Generation, die durch Hachschara-Zentren zionistisch geschult worden waren, als vielmehr für die Angehörigen der mittleren und älteren Generation, denen neben der beruflichen Entwurzelung in Palästina auch eine kulturelle Entwurzelung drohte. Für sie war die Einwanderung nach Palästina „höchstens in ideologischer Hinsicht mit dem propagierten ›Aufstieg‹ (Allijah) verbunden. In wirtschaftlicher und kultureller Hinsicht war es ein Abstieg. Umso weniger verwundert es, dass sich diese Menschen gerne der alten, von den Nationalsozialisten zerstörten deutschen Verhältnisse erinnerten.“
Exemplarisch lassen sich die Schwierigkeiten des Neuanfangs am Beispiel von Klaus Dreyer beschreiben, der, 1909 geboren und ausgebildeter Arzt, 1936 als Führer einer Hachschara-Gruppe nach Palästina kam. Er lebte zunächst in einem Kibbuz und versuchte dann, sich als Landwirt selbständig zu machen. Doch sein Parzelle warf nicht genug Ertrag ab, und so musste er zusätzlich als Tagelöhner arbeiten, um seinen Lebensunterhalt zu sichern. „Im Laufe der Jahre 1937–41 arbeitete ich tageweise als Bauarbeiter, beim Straßenbau, als Turn- und Aushilfslehrer in der Schule, als Lebensretter am Badestrand, beim Milchausfahren für Nachbar Strauss und schließlich mit dem Pferd, an dem ich mit einem Viertel beteiligt war, bei Pflug- und Transportarbeiten. All dies neben Gemüsebau, Pflege und Wässern der Obstbäume, Pflege und Melken der Ziegen und Halten einiger Hühner, Enten und Kaninchen. Dazu kamen häufige Nachtwachen und Arbeit beim Bau des Zaunes um Nahariah, wegen der neu aufgeflammten Unruhen.“ Einen Weg zurück in den angestammten Beruf fand er erst durch seinen Eintritt in die Hagana und danach in die Palmach, wo er für die Sanitätsausbildung verantwortlich wurde.

Auch Klaus Hillenbrand verdeutlicht die oft sehr schwierigen Anfänge der Neuankömmlinge in Palästina, die Zionisten ebenso überwinden mussten wie Nicht-Zionisten:

„Wer als ehemaliger Verwaltungsangestellter keinen neuen Beruf fand und von der dürftigen Sozialhilfe leben sollte, dem half eine zionistische Weltanschauung nur begrenzt. Manche Menschen verkauften mit einem Bauchladengeschäft in den Straßen von Tel Aviv oder Jerusalem Bücher oder gründeten kurzlebige Leihbüchereien. Häufig übernahmen die flexibleren Ehefrauen das Geldverdienen, putzten oder arbeiteten als Kindermädchen, während ihre hilflosen Männer untätig zu Hause saßen - ein Kulturbruch, über den manche Männer nur schwer hinwegkamen. Viele gebildete Einwanderer mussten als Hilfsarbeiter auf dem Bau tätig werden.“

 Gänzlich ohne Hilfe mussten die Einwanderer aber auch in Palästina nicht auskommen. Ernst Lewy, Felix Rosenblüth und Theodor Zlocisti gehörten 1932 in Tel Aviv zu den Initiatoren der Hitachduth Olej Germania (HOG), der „Vereinigung der Einwanderer aus Deutschland“ („Die ollen Germanen, wie man sie damals nannte.“). Die HOG kümmerte sich in den Folgejahren vor allem um die Berufsumschichtung und Arbeitsvermittlung der deutschsprachigen Einwanderer und deren kulturelle und sozialfürsorgliche Betreuung:

„Die Arbeit der HOG begann mit einem Hafendienst in Jaffa und Haifa, um den Einwanderern behilflich zu sein beim Abwickeln der Formalitäten und dem Verkehr mit den Zollbehörden sowie der Beförderung des Gepäcks, einem Wohnungsdienst für die erste Unterkunft und einer Arbeitsvermittlung. Etwa insgesamt tausend Arbeitsuchende monatlich besuchten schon 1933 die drei Büros der HOG in Tel Aviv, Haifa und Jerusalem. Ein Teil wurde von der HOG in Gruppen zusammengefasst, um außerhalb der Städte gemeinsam zu wohnen und in der Landarbeit oder im Baufach einen neuen Beruf zu erlernen und Arbeit zu bekommen. Vielleicht der wichtigste Zweig der Arbeitsberatung unter der Leitung von Moshe Brachmann (Shilo) - in Kooperation mit der Histadruth - war die Umschichtung und Errichtung von Fachkursen und Lehrstellen.
Ein Teil dieser Kurse (für Betonarbeiten, Bauschlosserei und -tischlerei sowie für Installation) wurde in einer Fachschule in Tel Aviv und am Technikum in Haifa abgehalten.“

Trotz dieser vielen Schwierigkeiten, die Juden aus Deutschland bei der Einwanderung nach Palästina bewältigen mussten, ihren Problemen mit ihrer Anpassung und der beruflichen, kommt Schoeps zu der Einschätzung:

„Im Gegensatz zu allen anderen Immigrationswellen war die Einwanderung der deutschen Juden ein in hohem Maße organisiertes Unternehmen, hauptsächlich von der unermüdlichen Tatkraft jüdischer Selbsthilfeorganisationen getragen. Vorbereitung und Durchführung der Umsiedlung aus NS-Deutschland, der Vermögenstransfer, die Arbeitsvermittlung, der Sprachunterricht sowie die bereits legendäre Berufsumschichtung und andere Hilfsmaßnahmen waren beispielhaft. Der Jischuw erhielt in einer wichtigen Entwicklungsphase ein Reservoir an wissenschaftlich und praktisch hochqualifizierten Kräften, die – trotz aller Schwierigkeiten – entscheidend zum Aufbau des jüdischen Sektors in Palästina beigetragen haben.“

In führende politische Positionen im Staate Israel aufgerückt sind Juden aus Deutschland allerdings so gut wie nie.